# Marinus Wagtmans
Marinus "Rini" Wagtmans (ur. 26 grudnia 1946 w Sint Willebrord) – holenderski kolarz szosowy, srebrny medalista mistrzostw świata.

## Kariera
Największy sukces w karierze Marinus Wagtmans osiągnął w 1966 roku, kiedy wspólnie z Harrym Steevensem, Tiemenem Groenem i Eddym Beugelsem zdobył srebrny medal w drużynowej jeździe na czas na mistrzostwach świata w Nürburgu. Był to jednak jedyny medal wywalczony przez niego na międzynarodowej imprezie tej rangi. Indywidualnie najlepszy wynik osiągnął podczas rozgrywanych rok wcześniej mistrzostw świata w San Sebastián, gdzie w wyścigu ze startu wspólnego amatorów zajął szesnaste miejsce. Ponadto w 1966 roku wygrał Ronde van Midden-Zeeland, a rok później Österreich-Rundfahrt, w 1968 roku był drugi w Ronde van België, rok później zajął drugie miejsce w Tour de Luxembourg i wyścigu Cztery Dni Dunkierki oraz trzecie w Grote Scheldeprijs, a w 1971 roku był trzeci w wyścigu Mediolan-Turyn. Czterokrotnie startował w Tour de France, najlepszy wynik osiągając w 1970 roku, kiedy wygrał jeden etap i zajął piąte miejsce w klasyfikacji generalnej. Po jednym etapie wygrał także w latach 1971 i 1972, zajmując ostatecznie odpowiednio 16. i 54. miejsce. W 1969 roku był trzeci w Vuelta a España, a rok później wygrał dwa etapy, jednak całego wyścigu nie ukończył. Zajął też szesnaste miejsce w klasyfikacji generalnej Giro d'Italia w 1971 roku. Nigdy nie wystąpił na igrzyskach olimpijskich. Jako zawodowiec startował w latach 1968-1973.
Jego wujek, Wout Wagtmans również był kolarzem.